# لورد غيلدفورد دادلي
لورد غيلدفورد دادلي (حوالي 1535 - 12 فبراير 1554) هو زوج السيدة جين غراي التي أصبحت ملكة إنجلترا بعد وفاة الملك إدوارد السادس، لفترة وجيزة حتى سقوط النظام على يد ماري تيودور شقيقة الكبرى لـ ملك السابق، وأيضا كانت تدين بـ الكاثوليكية، وبذلك تم زجه وزوجته الملكة في برج لندن، وفي نوفمبر 1553 تم حكم عليهم بـ إعدام لتهمة الخيانة العظمى، ومع ذلك الملكة الجديدة ماري الأولى، كانت لا تريد إعدامهم، ولكن مع تمرد توماس وايت ضد خطة زواجها من فيليب من إسبانيا الكاثوليكي أدى إلى إعدام الزوجين في 12 نوفمبر 1554.

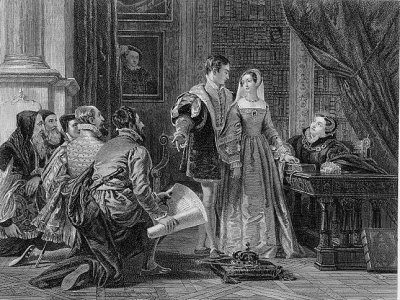
صورة معاصرة تبين خطبة لورد غيلدفورد لسيدة جين